# Zerbuń

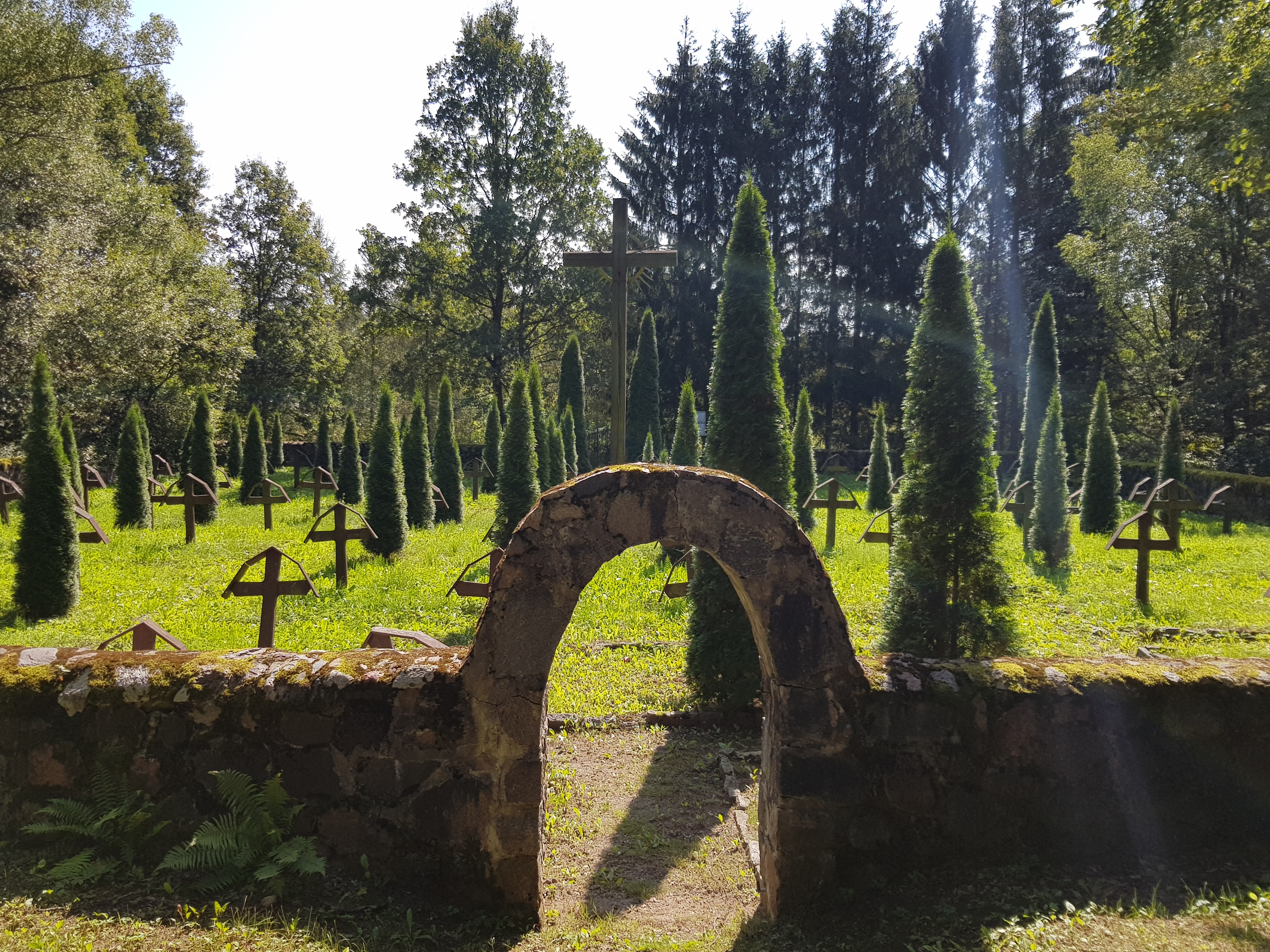
Cmentarz leśny żołnierzy pruskich z czasów I wojny światowej.

Zerbuń (dawniej Żerbuń, niem. Sauerbaum) – wieś warmińska w Polsce położona w województwie warmińsko-mazurskim, w powiecie olsztyńskim, w gminie Jeziorany.
W latach 1975–1998 miejscowość administracyjnie należała do województwa olsztyńskiego.
W miejscowości i okolicach znajdują się cmentarze z okresu I wojny światowej z mogiłami żołnierzy niemieckich i rosyjskich. W czasie I wojny światowej w rejonie Czerwonka - Zerbuń - Biesowo rozegrała się bitwa pomiędzy wojskami niemieckimi a rosyjskimi (25-26 sierpnia 1914).

## Linki zewnętrzne

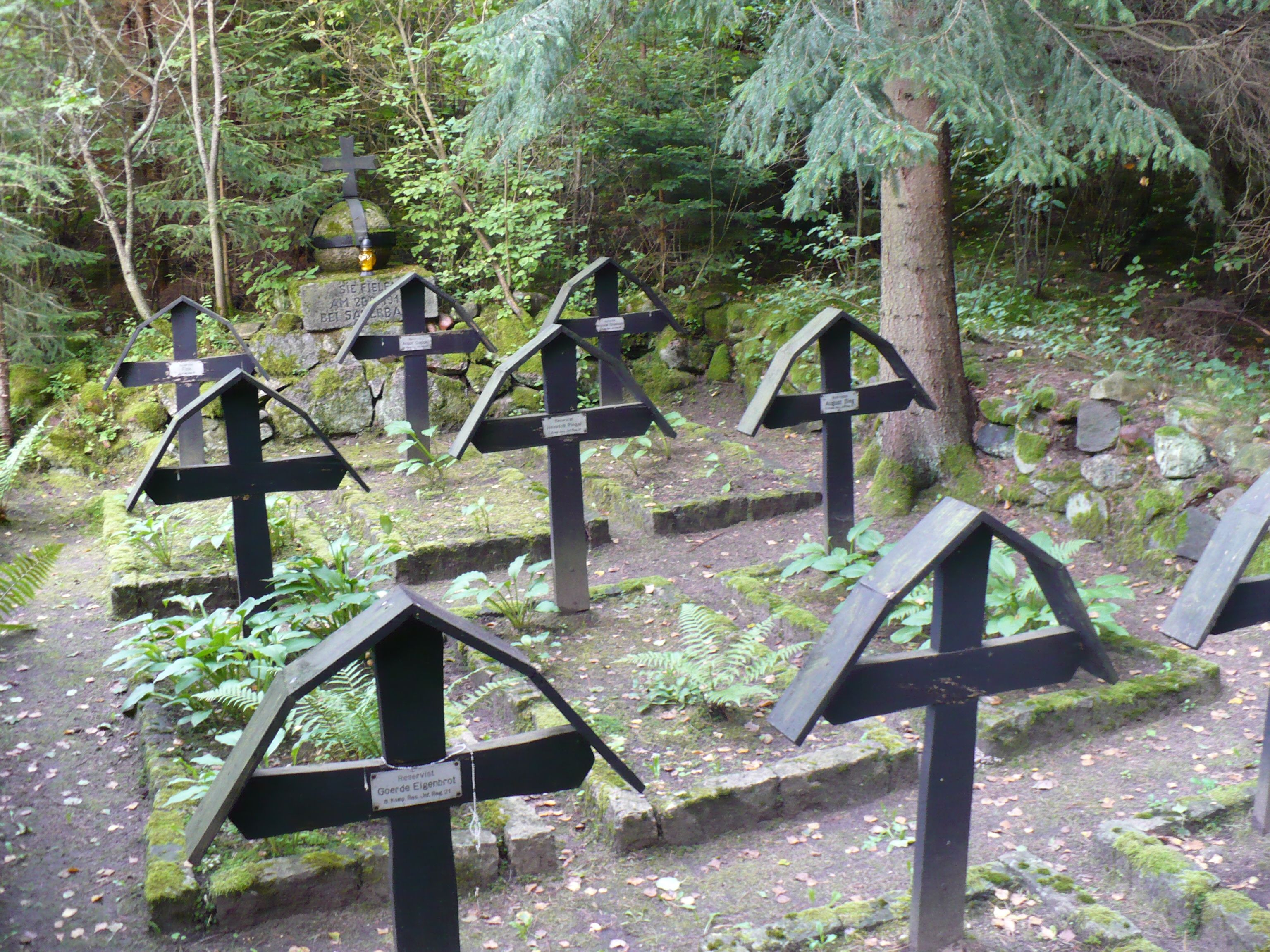
Cmentarz leśny żołnierzy pruskich z okresu pierwszej wojny światowej w okolicach wsi Zerbuń